# Mauvezin (Gers)
Mauvezin település Franciaországban, Gers megyében. Lakosainak száma 2275 fő (2022. január 1.). Mauvezin Labrihe, Mansempuy, Monfort, Saint-Antonin, Saint-Georges, Sainte-Marie, Saint-Orens, Saint-Sauvy, Sérempuy és Touget községekkel határos.

## Népesség
A település népességének változása:
| Lakosok száma | 1857 | 1705 | 1671 | 1755 | 2066 | 2149 | 2179 | 2218 | 2237 | 2275 |
|               | 1968 | 1982 | 1990 | 2006 | 2013 | 2015 | 2017 | 2019 | 2020 | 2022 |